# Manuel Antonio Mesones Muro (Ferreñafe)
Manuel Antonio Mesones Muro es una localidad peruana, es capital del distrito homónimo ubicado en la provincia de Ferreñafe, en el departamento de Lambayeque.

## Demografía
En el 2017 tiene una población de 1 787 habitantes.